# Uruguai nos Jogos Olímpicos de Verão da Juventude de 2010
O Uruguai participou nos Jogos Olímpicos de Verão da Juventude de 2010 em Singapura. Sua delegação foi composta de apenas quatro atletas que competiram em três esportes.

## Medalhistas
| Medalha | Nome            | Esporte | Evento            | Data         |
| ------- | --------------- | ------- | ----------------- | ------------ |
| Ouro    | Marcelo Chirico | Hipismo | Saltos individual | 24 de agosto |

## Natação
| Evento                    | Atleta               | Qualificação | Qualificação | Semifinais  | Semifinais  | Final       | Final       |
| Evento                    | Atleta               | Resultado    | Posição      | Resultado   | Posição     | Resultado   | Posição     |
| ------------------------- | -------------------- | ------------ | ------------ | ----------- | ----------- | ----------- | ----------- |
| 200 m borboleta masculino | Joel Romeu           | 2:06.02      | 14º (4º q1)  | Não houve   | Não houve   | Não avançou | Não avançou |
| 100 m livre feminino      | Raissa Andrea Guerra | 59.70        | 33º (3º q3)  | Não avançou | Não avançou | Não avançou | Não avançou |

## Hipismo
| Atleta                                                     | Cavalo           | Evento            | Preliminares | Preliminares | Preliminares | Preliminares | Preliminares | Preliminares | Final       | Final       | Pos. final      |
| Atleta                                                     | Cavalo           | Evento            | Rodada A     | Rodada A     | Rodada B     | Rodada B     | Rodada B     | Total A+B    | Penal.      | Tempo       | Pos. final      |
| Atleta                                                     | Cavalo           | Evento            | Penal. salto | Pos.         | Penal. salto | Penal. tempo | Total B      | Total A+B    | Penal.      | Tempo       | Pos. final      |
| ---------------------------------------------------------- | ---------------- | ----------------- | ------------ | ------------ | ------------ | ------------ | ------------ | ------------ | ----------- | ----------- | --------------- |
| Marcelo Chirico                                            | Links Hot Gossip | Saltos individual | 0            | 1º           | 0            | 0            | 0            | 0            | 0           | 42.35       | Medalha de ouro |
| Marcelo Chirico (como integrante da equipe América do Sul) | Links Hot Gossip | Saltos por equipe | 12           | 4º           | 4            | 0            | 4            | 16           | Não avançou | Não avançou | 5º              |

## Taekwondo
| Evento             | Atleta       | 1ª rodada              | Quartas-de-final | Semifinais  | Final       | Pos. final |
| ------------------ | ------------ | ---------------------- | ---------------- | ----------- | ----------- | ---------- |
| Até 49 kg feminino | Yasmin Terra | JOR Dana Touran D 1-14 | Não avançou      | Não avançou | Não avançou | 11º        |